# Auschwitz (film)
Auschwitz è un film tedesco del 2011 diretto da Uwe Boll.